# Зал-Реч
Зал-Реч (на албански: Zall-Reç или Zall-Reçi) е село в Република Албания, част от община Дебър, административна област Дебър.

## География
Селото е разположено в историко-географската област Долни Дебър по долината на Черни Дрин.

## История
На Етнографската карта на Битолския вилает на Картографския институт в София от 1901 година Редж е чисто албанско село в Долнодебърската каза на Дебърския санджак с 50 къщи.
След Балканската война в 1913 година селото попада в новосъздадена Албания.
До 2015 година селото е част от община Зал-Реч.